# Chlamydogobius
Chlamydogobius – rodzaj ryb z rodziny babkowatych.

## Klasyfikacja
Gatunki zaliczane do tego rodzaju:
- Chlamydogobius eremius
- Chlamydogobius gloveri
- Chlamydogobius japalpa
- Chlamydogobius micropterus
- Chlamydogobius ranunculus
- Chlamydogobius squamigenus